# Periplaneta brunnea
A Periplaneta brunnea, vagy más néven barna csótány, közepes méretű rovar, átlagosan 2,5-3,5 centiméter hosszú. A nőstények általában nagyobbak lehetnek, mint a hímek. Testük lapos és ovális, jellegzetesen sötétbarna színű, ami lehetővé teszi nekik, hogy könnyen összemosódjanak környezetükkel.

## Életmód
Ezeknek a rovarok elágazó csápjaik vannak, melyek segítik őket a környezetükből származó információk érzékelésében. Szárnyaik fejlettek, és repülni is képesek, bár általában inkább mászásra támaszkodnak. A Periplaneta brunnea életciklusa pete, lárva és kifejlett egyed szakaszokból áll, a petáket a nőstények a talajba vagy más szerves anyagokba helyezik el.

## Elterjedés
Ez a faj általában az Ázsia trópusi és szubtrópusi régióiban található meg, különféle élőhelyeken, beleértve az erdőket, a szántóföldeket és a városi területeket is. A barna csótányokat különböző táplálékokkal táplálhatják, beleértve a bomló növényi anyagokat és más szerves anyagokat is. Fontos ökológiai szerepet játszanak a talaj tápanyagkörének lebontásában és újratermelésében.